# Elezioni suppletive per la Camera dei rappresentanti degli Stati Uniti d'America del 1800
Nel corso del 1800 si tennero elezioni suppletive per la Camera dei rappresentanti per eleggere deputati della Camera nei distretti rimasti vacanti. 

## Risultati

### 13º distretto congressuale della Virginia
Le elezioni suppletive nel 13º distretto congressuale della Virginia si sono tenute il 7 giugno, in seguito alle dimissioni di John Marshall, nominato segretario di Stato.
| Partito                            | Partito                                                         | Candidato                          | Risultati 7 giugno | Risultati 7 giugno |
| Partito                            | Partito                                                         | Candidato                          | Voti               | %                  |
| ---------------------------------- | --------------------------------------------------------------- | ---------------------------------- | ------------------ | ------------------ |
|                                    | Democratico-Repubblicano                                        | Littleton W. Tazewell              | 778                | 64,51              |
|                                    | Federalista                                                     | John Mayo                          | 428                | 35,49              |
|                                    |                                                                 |                                    |                    |                    |
| Iscritti                           | Iscritti                                                        | Iscritti                           | 1 206              | 100,00             |
| ↳ Votanti (% su iscritti)          | ↳ Votanti (% su iscritti)                                       | ↳ Votanti (% su iscritti)          | 1 206              | 100,00             |
| ↳ Voti validi (% su votanti)       | ↳ Voti validi (% su votanti)                                    | ↳ Voti validi (% su votanti)       | 1 206              | 100,00             |
| ↳ Schede non valide (% su votanti) | ↳ Schede non valide (% su votanti)                              | ↳ Schede non valide (% su votanti) | 0                  | 0,00               |
| ↳ Astenuti (% su iscritti)         | ↳ Astenuti (% su iscritti)                                      | ↳ Astenuti (% su iscritti)         | 0                  | 0,00               |
|                                    |                                                                 |                                    |                    |                    |
|                                    | Esito: collegio passa da Federalista a Democratico-Repubblicano |                                    |                    |                    |

### Distretto congressuale at-large del Connecticut
Le elezioni suppletive nel distretto congressuale at-large del New Hampshire si sono tenute il 15 settembre, in seguito alle dimissioni di Jonathan Brace.
| Partito                            | Partito                                  | Candidato                          | Risultati 18 novembre | Risultati 18 novembre |
| Partito                            | Partito                                  | Candidato                          | Voti                  | %                     |
| ---------------------------------- | ---------------------------------------- | ---------------------------------- | --------------------- | --------------------- |
|                                    | Federalista                              | John C. Smith                      | 2 916                 | 45,41                 |
|                                    | Federalista                              | Elias Perkins                      | 1 315                 | 20,48                 |
|                                    | Federalista                              | Timothy Pitkin                     | 669                   | 10,42                 |
|                                    | Federalista                              | Simeon Baldwin                     | 642                   | 10,00                 |
|                                    | Federalista                              | Benjamin Tallmadge                 | 365                   | 5,68                  |
|                                    | Federalista                              | Calvin Goddard                     | 365                   | 5,68                  |
|                                    | Federalista                              | John Treadwell                     | 116                   | 1,81                  |
|                                    | Indipendente                             | Stephen Hosmer                     | 34                    | 0,53                  |
|                                    |                                          |                                    |                       |                       |
| Iscritti                           | Iscritti                                 | Iscritti                           | 6 244                 | 100,00                |
| ↳ Votanti (% su iscritti)          | ↳ Votanti (% su iscritti)                | ↳ Votanti (% su iscritti)          | 6 422                 | 102,85                |
| ↳ Voti validi (% su votanti)       | ↳ Voti validi (% su votanti)             | ↳ Voti validi (% su votanti)       | 6 422                 | 100,00                |
| ↳ Schede non valide (% su votanti) | ↳ Schede non valide (% su votanti)       | ↳ Schede non valide (% su votanti) | 0                     | 0,00                  |
| ↳ Astenuti (% su iscritti)         | ↳ Astenuti (% su iscritti)               | ↳ Astenuti (% su iscritti)         | -178                  | -2,85                 |
|                                    |                                          |                                    |                       |                       |
|                                    | Esito: collegio confermato a Federalista |                                    |                       |                       |

### 10º distretto congressuale del Massachusetts
Le elezioni suppletive nel 10º distretto congressuale del Massachusetts si sono tenute il 20 ottobre in seguito alle dimissioni di Samuel Sewall.
| Partito                            | Partito                                  | Candidato                          | Risultati 20 ottobre | Risultati 20 ottobre |
| Partito                            | Partito                                  | Candidato                          | Voti                 | %                    |
| ---------------------------------- | ---------------------------------------- | ---------------------------------- | -------------------- | -------------------- |
|                                    | Federalista                              | Nathan Read                        | 1 567                | 53,46                |
|                                    | Democratico-Repubblicano                 | Jacob Crowninshield                | 1 364                | 46,54                |
|                                    |                                          |                                    |                      |                      |
| Iscritti                           | Iscritti                                 | Iscritti                           | 2 931                | 100,00               |
| ↳ Votanti (% su iscritti)          | ↳ Votanti (% su iscritti)                | ↳ Votanti (% su iscritti)          | 2 931                | 100,00               |
| ↳ Voti validi (% su votanti)       | ↳ Voti validi (% su votanti)             | ↳ Voti validi (% su votanti)       | 2 931                | 100,00               |
| ↳ Schede non valide (% su votanti) | ↳ Schede non valide (% su votanti)       | ↳ Schede non valide (% su votanti) | 0                    | 0,00                 |
| ↳ Astenuti (% su iscritti)         | ↳ Astenuti (% su iscritti)               | ↳ Astenuti (% su iscritti)         | 0                    | 0,00                 |
|                                    |                                          |                                    |                      |                      |
|                                    | Esito: collegio confermato a Federalista |                                    |                      |                      |

### Distretto congressuale at-large del New Hampshire
Le elezioni suppletive nel distretto congressuale at-large del New Hampshire si sono tenute il 12 giugno, in seguito alle dimissioni di William Gordon, nominato procuratore generale del New Hampshire.
| Partito                            | Partito                                  | Candidato                          | Risultati 12 giugno | Risultati 12 giugno |
| Partito                            | Partito                                  | Candidato                          | Voti                | %                   |
| ---------------------------------- | ---------------------------------------- | ---------------------------------- | ------------------- | ------------------- |
|                                    | Federalista                              | Samuel Tenney                      | 1 818               | 70,79               |
|                                    | Federalista                              | George Upham                       | 750                 | 29,21               |
|                                    |                                          |                                    |                     |                     |
| Iscritti                           | Iscritti                                 | Iscritti                           | 2 568               | 100,00              |
| ↳ Votanti (% su iscritti)          | ↳ Votanti (% su iscritti)                | ↳ Votanti (% su iscritti)          | 2 568               | 100,00              |
| ↳ Voti validi (% su votanti)       | ↳ Voti validi (% su votanti)             | ↳ Voti validi (% su votanti)       | 2 568               | 100,00              |
| ↳ Schede non valide (% su votanti) | ↳ Schede non valide (% su votanti)       | ↳ Schede non valide (% su votanti) | 0                   | 0,00                |
| ↳ Astenuti (% su iscritti)         | ↳ Astenuti (% su iscritti)               | ↳ Astenuti (% su iscritti)         | 0                   | 0,00                |
|                                    |                                          |                                    |                     |                     |
|                                    | Esito: collegio confermato a Federalista |                                    |                     |                     |

### 3º distretto congressuale del Massachusetts
Le elezioni suppletive nel 3º distretto congressuale del Massachusetts si sono tenute il 15 dicembre in seguito alle dimissioni di Samuel Lyman.
| Partito                            | Partito                                  | Candidato                          | Risultati 15 dicembre | Risultati 15 dicembre |
| Partito                            | Partito                                  | Candidato                          | Voti                  | %                     |
| ---------------------------------- | ---------------------------------------- | ---------------------------------- | --------------------- | --------------------- |
|                                    | Federalista                              | Ebenezer Mattoon                   | 1 142                 | 100,00                |
|                                    |                                          |                                    |                       |                       |
| Iscritti                           | Iscritti                                 | Iscritti                           | 1 142                 | 100,00                |
| ↳ Votanti (% su iscritti)          | ↳ Votanti (% su iscritti)                | ↳ Votanti (% su iscritti)          | 1 142                 | 100,00                |
| ↳ Voti validi (% su votanti)       | ↳ Voti validi (% su votanti)             | ↳ Voti validi (% su votanti)       | 1 142                 | 100,00                |
| ↳ Schede non valide (% su votanti) | ↳ Schede non valide (% su votanti)       | ↳ Schede non valide (% su votanti) | 0                     | 0,00                  |
| ↳ Astenuti (% su iscritti)         | ↳ Astenuti (% su iscritti)               | ↳ Astenuti (% su iscritti)         | 0                     | 0,00                  |
|                                    |                                          |                                    |                       |                       |
|                                    | Esito: collegio confermato a Federalista |                                    |                       |                       |

### 4º distretto congressuale del Massachusetts
Le elezioni politiche suppletive nel 4º distretto congressuale del Massachusetts si sono tenute il 15 dicembre in seguito alle dimissioni di Dwight Foster.
| Partito                            | Partito                                                                 | Candidato                          | Risultati 15 dicembre | Risultati 15 dicembre |
| Partito                            | Partito                                                                 | Candidato                          | Voti                  | %                     |
| ---------------------------------- | ----------------------------------------------------------------------- | ---------------------------------- | --------------------- | --------------------- |
|                                    | Partito Democratico-Repubblicano                                        | Levi Lincoln Sr.                   | 1 079                 | 50,09                 |
|                                    | Federalista                                                             | Jabez Upham                        | 843                   | 39,14                 |
|                                    | Federalista                                                             | Seth Hastings                      | 129                   | 5,99                  |
|                                    | Federalista                                                             | Salem Towne                        | 103                   | 4,78                  |
|                                    |                                                                         |                                    |                       |                       |
| Iscritti                           | Iscritti                                                                | Iscritti                           | 2 168                 | 100,00                |
| ↳ Votanti (% su iscritti)          | ↳ Votanti (% su iscritti)                                               | ↳ Votanti (% su iscritti)          | 2 168                 | 100,00                |
| ↳ Voti validi (% su votanti)       | ↳ Voti validi (% su votanti)                                            | ↳ Voti validi (% su votanti)       | 2 154                 | 99,35                 |
| ↳ Schede non valide (% su votanti) | ↳ Schede non valide (% su votanti)                                      | ↳ Schede non valide (% su votanti) | 14                    | 0,65                  |
| ↳ Astenuti (% su iscritti)         | ↳ Astenuti (% su iscritti)                                              | ↳ Astenuti (% su iscritti)         | 0                     | 0,00                  |
|                                    |                                                                         |                                    |                       |                       |
|                                    | Esito: collegio passa da Federalista a Partito Democratico-Repubblicano |                                    |                       |                       |

## Riepilogo
| Dat          | Stato         | Collegio | Parlamentare uscente | Partito     | Parlamentare eletto   | Partito                  |
| ------------ | ------------- | -------- | -------------------- | ----------- | --------------------- | ------------------------ |
| 7 giugno     | Virginia      | 13°      | John Marshall        | Federalista | Littleton W. Tazewell | Democratico-Repubblicano |
| 15 settembre | Connecticut   | At-large | Jonathan Brace       | Federalista | John C. Smith         | Federalista              |
| 20 ottobre   | Massachusetts | 10°      | Samuel Sewall        | Federalista | Nathan Read           | Federalista              |
| 12 giugno    | New Hampshire | At-large | William Gordon       | Federalista | Samuel Tenney         | Federalista              |
| 15 dicembre  | Massachusetts | 3°       | Samuel Lyman         | Federalista | Ebenezer Mattoon      | Federalista              |
| 15 dicembre  | Massachusetts | 4°       | Dwight Foster        | Federalista | Levi Lincoln Sr.      | Democratico-Repubblicano |